# Helolampis
Helolampis is een geslacht van rechtvleugeligen uit de familie Romaleidae. De wetenschappelijke naam van dit geslacht is voor het eerst geldig gepubliceerd in 1978 door Descamps.

## Soorten
Het geslacht Helolampis omvat de volgende soorten:
- Helolampis calvitium Descamps, 1978
- Helolampis coloniana Descamps, 1983
- Helolampis constantensis Descamps, 1983
- Helolampis lineaticeps Amédégnato & Poulain, 1986
- Helolampis mellipes Descamps, 1983
- Helolampis militaris Descamps, 1978
- Helolampis nigriceps Descamps, 1983
- Helolampis nigripes Descamps, 1978
- Helolampis nigrithorax Descamps, 1983
- Helolampis perloides Descamps, 1983
- Helolampis satipoana Descamps, 1983